# Udo Corts

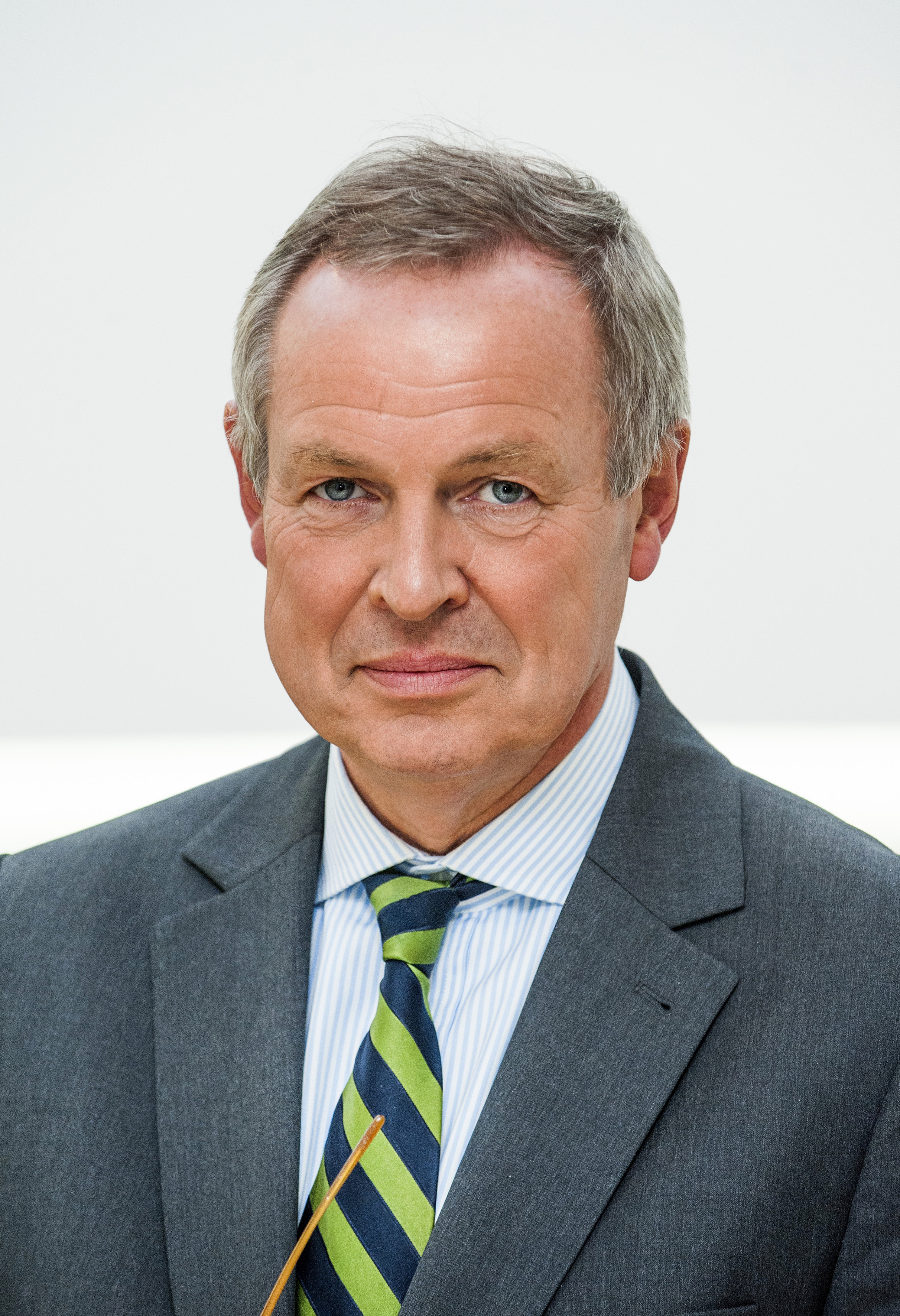
Udo Corts (2013)

Udo Corts (* 26. Februar 1955 in Hannover) ist ein ehemaliger deutscher Politiker (CDU). Von 2008 bis 2020 war er Vorstandsmitglied der Deutschen Vermögensberatung AG (DVAG) und ist dort seit 2020 Vorsitzender des Beirates.

## Leben und Wirken
Nach dem Schulbesuch (u. a. in Paris, Washington, München) mit Abitur 1974 und Abschluss des zweijährigen Wehrdienstes (Major d.R.) studierte Corts von 1976 bis 1982 Rechts- und Staatswissenschaften an den Universitäten Gießen und Bonn; Studienaufenthalte führten auch nach Amsterdam und London. Auf das erste juristische Staatsexamen (1983) folgten Referendariat und 1986 das zweite juristische Staatsexamen.
Nach einer kurzen Tätigkeit als Trainee in einem Kölner Versicherungsunternehmen 1986 war er bis 1995 im Dienst des Bundespresseamts. Dazu gehört seine Arbeit als Personal- und Haushaltsreferent, Pressereferent der Deutschen Botschaft in Canberra und als stellvertretender Abteilungsleiter Ausland.
1995 wurde Corts zum hauptamtlichen Stadtrat in den Magistrat der Stadt Frankfurt am Main mit Zuständigkeiten für u. a. Sicherheit, Bau, Verkehr und Wirtschaft gewählt. 1997 setzte er sich in der Wahl zum Kreisvorsitzenden der CDU Frankfurt/Main als liberalkonservativer Kandidat gegen die Bundestagsabgeordnete Erika Steinbach durch und blieb Vorsitzender bis 2008. Von 1998 bis 2008 war er Mitglied im Landesvorstand der CDU Hessen. 1999 berief der Hessische Ministerpräsident Roland Koch Corts als Staatssekretär ins Hessische Ministerium des Inneren und für Sport.
Bei der Landtagswahl in Hessen 2003 wurde Corts im Frankfurter Wahlkreis 38/Frankfurt/Main V (Bornheim, Nordend, Ostend) als Direktkandidat gewählt. Überraschend berief ihn Roland Koch an die Spitze des Hessischen Ministeriums für Wissenschaft und Kunst in sein Kabinett, das er bis 2008 als Minister leitete. Corts gab sein Ministeramt (wie vor der Landtagswahl in Hessen 2008 angekündigt) zum Ende der Legislaturperiode am 31. März 2008 auf.
Von April 2008 bis Ende 2020 war Udo Corts Mitglied des Vorstands der Deutschen Vermögensberatung AG und verantwortete dort die Bereiche Unternehmenskommunikation, Unternehmenskoordination und Recht. Seit 2020 ist er Vorsitzender des Beirates der DVAG.
2008 wurde Udo Corts von der Hanoi Law University ein Ehrendoktortitel (Dr. h.c.) für seinen Beitrag zur Gründung der Vietnamesisch-Deutschen Universität (VGU) in  Ho-Chi-Minh-Stadt verliehen. Im März 2022 erhielt er das Verdienstkreuz 1. Klasse der Bundesrepublik Deutschland.
Udo Corts ist verheiratet mit der Ministerialrätin a. D. Silvia Corts und hat drei erwachsene Kinder.

## Corts als Wissenschaftsminister
Zu seiner Zeit als hessischer Minister für Wissenschaft und Kunst hat Udo Corts eine Reihe Förderprogramme zur nachhaltigen Stärkung der Wissenschaft und Forschung initiiert. Dazu gehört zum Beispiel das Hochschulentwicklungs- und Umbauprogramm HEUREKA, das bis 2020 rund 3 Milliarden Euro Investitionen in die Infrastruktur aller hessischen Hochschulstandorte vorsieht.
Darüber hinaus hat Corts die Landes-Offensive zur Entwicklung wissenschaftlich-ökonomischer Exzellenz (LOEWE) initiiert. Dieses Programm fördert im Rahmen eines Wettbewerbs eine intensivere Vernetzung der Hochschulen und Wissenschaftseinrichtungen mit außeruniversitärer Forschung und Wirtschaft.
Um kleinere geisteswissenschaftliche Studienfächer zu zentralisieren und auszubauen, wurden die drei regionalwissenschaftlichen Zentren in Marburg, Gießen und Frankfurt am Main errichtet. Mit der Initiative „Museumslandschaft Hessen Kassel“ wurde 2004 das größte Kulturprojekt Hessens ins Leben gerufen. Rund 220 Millionen Euro werden bis 2020 in die Neustrukturierung, Sanierung und Restaurierung der Museen in Kassel investiert.
Udo Corts hat in seiner Zeit als hessischer Minister die Gründung der Vietnamesisch-Deutschen Universität (VGU) initiiert. Die im September 2008 in Ho-Chi-Minh-Stadt eröffnete Universität ist eine staatliche vietnamesische Hochschule, die in ihren akademischen Strukturen dem deutschen Vorbild der Technischen Universität Darmstadt (TU Darmstadt) folgt. Die VGU arbeitet eng mit 32 namhaften deutschen Hochschulen zusammen. Der Aufbau der VGU wird durch die vietnamesische Regierung, die deutsche Bundesregierung und die hessische Landesregierung mit erheblichen Haushaltsmitteln sowie durch den Deutschen Akademischen Austausch Dienst (DAAD) und die Weltbank unterstützt.

## Corts und die Studiengebühren in Hessen
Die hessische Landesregierung unter Roland Koch hat im Dezember 2003 gegen den massiven Protest der hessischen Hochschulen und Studierendenvertretungen das umstrittene StudienGuthabenGesetz, kurz StuGuG, verabschiedet. Langzeitstudiengebühren in Höhe von 500 bis 900 Euro mussten gezahlt werden, wenn das Studium die Regelstudiendauer um mehr als vier Semester überschritt. Als Wissenschaftsminister war Udo Corts der maßgebliche Wegbereiter und ein überzeugter Vertreter der Gebühren. Die Anzahl der Studierenden in Hessen ist im ersten Jahr nach Einführung des StuGuG (2004) einmalig um 6,5 % gesunken. Zu den Folgen von Studiengebühren sagte Corts am 23. November 2003 in der Frankfurter Rundschau: „Bei einigen Studenten werden die Gebühren sicher dazu führen, dass sie ihr Studium ohne Examen abschließen. Natürlich ist das eine Niederlage. Aber man muss nicht sein ganzes Heil in diesem Abschluss sehen. Es gibt auch andere hervorragende Lebenswege.“
Ab 2007 wurden durch den hessischen Landtag (wie auch in anderen Ländern) allgemeine Studiengebühren mit umfassenden Sozialregelungen eingeführt (siehe Studiengebühren in Hessen).
Gegen beide Gesetze richteten sich eine Reihe von Klagen. Diese stützten sich auf Artikel 59 der hessischen Landesverfassung sowie die Argumentation, die Gebühren würden quasi rückwirkend eingeführt, da sie ebenfalls bereits eingeschriebene Studierende betrafen. Vor Gericht wurde jedoch die Position der Landesregierung bestätigt und die Verfassungsmäßigkeit der Gesetze mit einer 6:5-Mehrheit der Richter bestätigt.
2008 wurden die Studiengebühren durch die rot-rot-grüne Mehrheit im Landtag wieder abgeschafft.

## Ehrenamtliches Engagement
- Vorsitzender des Hochschulrates der Goethe-Universität Frankfurt am Main (Seit 2021).[9]
- Ehrenvorsitzender der CDU Frankfurt (CDU-Kreisverband Frankfurt am Main) (seit 2008).[10]
- Mitglied des Kuratoriums der Kulturstiftung des Hauses Hessen (seit 2019–2023).[11]
- Mitglied des Kuratoriums des Rheingau Musik Festivals (seit 2008).[12]
- Mitglied des Universitätsrates der Vietnamesisch-Deutschen Universität (VGU) (seit 2010).[13]
- Mitglied des Kuratoriums der House of Finance-Stiftung (seit 2011).[14]
- Mitglied des Kuratoriums der Senckenberg Gesellschaft für Naturforschung (seit 2017).
- Mitglied des Kuratoriums des Museums Angewandte Kunst (seit 2017)
- Mitglied des Kuratoriums des Deutschen Instituts für Stadtbaukunst[15]
- Mitglied des Kuratoriums des Hessischen Kreises (seit 2017)[16]
- Mitglied des Stiftungsrats am Institut für Sozialforschung (seit 2019–2022)[17]
- Mitglied des Vorstandes der Vereinigung von Freunden und Förderern der Johann-Wolfgang-Goethe-Universität Frankfurt am Main e. V. (2008–2021).
- Aufsichtsratsmitglied des Universitätsklinikums Frankfurt (2017–2021).[18]
- Mitglied des Vorstandes der Kulturstiftung des Hauses Hessen (seit 2024)
- Stellvertretender Vorsitzender des Vorstandes des Jüdischen Museums in Frankfurt (2009–2021).
- Vorsitzender des Kuratoriums der Frankfurt School of Finance & Management (2013–2021).[19]
- Mitglied des Stiftungsrates der Frankfurt School of Finance & Management Stiftung (2014–2021).[20]
- Vorstandsvorsitzender des Vereins „Freunde des Museums für Moderne Kunst, Frankfurt am Main e. V.“ (2008–2014).
- Aufsichtsratsvorsitzender des Fußball-Zweitligisten FSV Frankfurt (2009–2011).
- Vorstandsvorsitzender der Dr. Reinfried Pohl Stiftung (2009–2014)
- Vizepräsident der Frankfurter Gesellschaft für Handel, Industrie und Wissenschaft (2013–2017).[21]
- Vorsitzender des Hochschulrates der Hochschule für Gestaltung Offenbach am Main (2011–2019).[22]